# Wspólnota administracyjna Stallwang
Wspólnota administracyjna Stallwang – wspólnota administracyjna (niem. Verwaltungsgemeinschaft) w Niemczech, w kraju związkowym Bawaria, w rejencji Dolna Bawaria, w regionie Donau-Wald, w powiecie  Straubing-Bogen. Siedziba wspólnoty znajduje się w miejscowości Stallwang. Powstała w 1978.
Wspólnota administracyjna zrzesza trzy gminy wiejskie (Gemeinde): 
- Loitzendorf, 618 mieszkańców, 12,03 km²
- Rattiszell, 1 442 mieszkańców, 22,17 km²
- Stallwang, 1 363 mieszkańców, 20,58 km²